# HMS Sussex (96)
HMS Sussex byl těžký křižník sloužící v Royal Navy v období druhé světové války. Byl jednou ze čtyř jednotek třídy London, která byla druhou skupinou třináctičlenné třídy County.

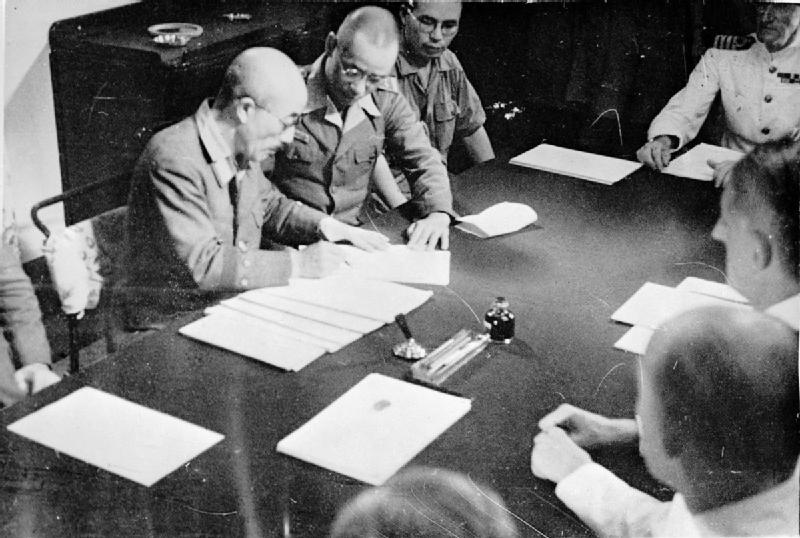
Generál Itagaki podepisuje na palubě Sussexu kapitulaci Singaporu

Sussex byl postaven v letech 1926–1929 v loděnicicích R. and W. Hawthorn, Leslie and Company v Hebburnu. Během války byla průběžně zesilována protiletadlová výzbroj. K její největší změně ovšem došlo v roce 1945, kdy byla odstraněna jedna z hlavních dělových věží. V té době již loď také nenesla torpédomety.
Sussex byl v době vypuknutí druhé světové války součástí Svazu H, dislokovaného v Gibraltaru. Spolu s ním se v Jižním Atlantiku podílel na pronásledování německého těžkého křižníku Admiral Graf Spee. Později byl převelen k Domácímu loďstvu. Při provádění údržby v Glasgow křižník dne 18. září 1940 vážně poškodil nálet a loď pak byla až do srpna 1942 opravována. Poté operoval v Atlantiku a od roku 1944 v Pacifiku. Dne 5. září 1945 křižník připlul do Singapuru, kde na jeho palubě generál Seiširó Itagaki podepsal japonskou kapitulaci města.
V roce 1949 byl křižník vyřazen ze služby a v roce 1950 sešrotován.